# Proaktywność
Proaktywność – postawa polegająca na przewidywaniu, działaniu z wyprzedzeniem i wywoływaniu zmian w środowisku, co ma na celu zminimalizowanie skutków nieprzewidzianych trudności. Przeciwieństwo reaktywności.
Według Augustyna Bańki proaktywność to świadomie rozpoczynane działania bez konkretnej intencji realizacji ostatecznego celu w danym momencie. Zdaniem E.W. Morrisona i C.C. Phelpsa jest to wysiłek mający na celu zanegowanie obecnego stanu i wprowadzenie funkcjonalnych zmian. Z kolei według Frese, Kringa, Soose i Zempela proaktywność jest zachowaniem polegającym na wychodzeniu z inicjatywą bez zewnętrznego przymusu.
Pracownicy wykazujący się postawą proaktywną są ukierunkowani na przyszłość i działania na rzecz przedsiębiorstwa. Inicjują oni wprowadzanie zmian w środowisku pracy i rozwijają się. Z tego powodu uważa się, że proaktywność jest cechą niezbędną na współczesnym rynku pracy.